# Monument voor A.C. de Graaf
Het Monument voor A.C. de Graaf is een gedenkteken in Wognum ter nagedachtenis aan de tijdens de Tweede Wereldoorlog omgekomen verzetsstrijder Adrie de Graaf.

## Achtergrond
Adriaan Cornelis (Adrie) de Graaf (1902-1945) was landbouwer en wethouder in Wieringermeer. In de oorlog dook hij onder en was actief in het verzet, onder meer als laadmeester voor de Binnenlandse Strijdkrachten. Toen hij tijdens de inundatie van Wieringermeer terugkeerde naar zijn boerderij werd hij gearresteerd door de Landwacht en weggevoerd naar Hoorn. Hij werd echter onderweg in Sijbekarspel, waarschijnlijk bij een vluchtpoging, gefusilleerd.
De Groninger beeldhouwer Willem Valk kreeg de opdracht een gedenkteken te maken, dat in 1953 werd onthuld op de plaats waar De Graaf werd neergeschoten.

## Beschrijving
Het gedenkteken bestaat uit drie rechthoekige pilaren: twee staand, de derde erbovenop liggend. Boven op de liggende pilaar staat een gebeeldhouwde palmtak.
In de liggende pilaar is een inscriptie aangebracht: 

OP 17-IV-1945 HIER GEVALLEN DE VERZETSSTRIJDER
A.C. DE GRAAF WETHOUDER DER GEMEENTE WIERINGERMEER